# KMail
A KMail a KDE levelezőprogramja. Segítségével megtekinthetők a HTML levelek, szűrőket lehet beállítani, nemzetközi karaktertámogatással is rendelkezik.
Levelek fogadásánál a beállítások közül választani lehet a helyi postaláda, vagy a POP3, IMAP és a maildir közül. A legtöbb esetben szolgáltató a POP3 típusú postafiókot támogatja.

## Felhasználói felület
- Mappa lista (bal oldalon)

Ezen a területen látható lista tartalmazza a postafiókokat és a leveles mappákat. A mappák melletti számok a bennük található olvasatlan üzenetek számát jelzik ki. A mappák kiválasztásával (egy kattintás) az állapotsávon látható az olvasott és olvasatlan üzenetek száma. A mappák tömör és részletezett formában is megjeleníthetők, hogy több ill. kevesebb helyet foglaljanak el a bal oldalon.
- Fejléc lista (jobb oldalon)

A kiválasztott mappában lévő levelek információi jelennek meg, feladó, dátum, tárgy, státusz. A kiválasztott fejlécre kattintva az üzenet tartalma megjelenik az alsó ablakban (üzenet olvasó). A fejlécekre kattintva az üzenetek rendezhetők bármilyen sorrendben, dátum, tárgy, feladó.
- Üzenetolvasó (az ablak alsó része)

Itt a kijelölt üzenet tartalma és fejléce jelenik meg. A csatolt fájlok ikonként jelennek meg a MIME típusra alapozva. A PgUp és a PgDn billentyűk segítségével lehet lapozni az üzenetben.

## Üzenetmappák
Alapértelmezett üzenetmappák
- Inbox: újonnan beérkezett üzeneteinket (ha nem állítottunk be szűrőt).
- Outbox: a küldésre váró üzenetek.
- Sent: minden elküldött üzenetünk egy másolata található itt.
- Trash: a törölt üzeneteinket tárolja.

Új mappákat a Mappa menü Létrehozás menüpontjának kiválasztásával tudunk létrehozni.

## Helyesírás ellenőrzés
Az üzeneteink helyesírás ellenőrzését elindíthatjuk a Szerkesztés menü Helyesírás pontjából. A KMail a KSpellt használja a helyesírás-ellenőrzéshez. A helyesírás-ellenőrzőt a Beállítások menü Helyesírás pontjában tudjuk konfigurálni